# Molly Kreklow
Molly Kreklow (* 17. Februar 1992 in St. Louis Park) ist eine US-amerikanische Volleyballspielerin.

## Karriere
Kreklow begann an der Delano High School mit dem Volleyball. Außerdem spielte sie in Burnsville im Verein. 2008 gewann die Zuspielerin die Jugend-Meisterschaft der NORCECA. 2010 gelang ihr der kontinentale Titelgewinn auch mit den Juniorinnen. Im gleichen Jahr begann Kreklow ihr Studium an der University of Missouri und spielte fortan in deren Universitätsmannschaft. 2011 wurde sie erstmals in die A-Nationalmannschaft berufen. 2014 wechselte Kreklow zum deutschen Bundesligisten Dresdner SC mit dem sie auch prompt in ihrer ersten Auslandssaison deutsche Meisterin wurde. Danach wechselte sie zum türkischen Spitzenverein Eczacıbaşı Istanbul.